# Txernígovka (Krasnoiarsk)
|  | Per a altres significats, vegeu «Txernígovka». |

Txernígovka (en rus: Черниговка) és un poble del krai de Krasnoiarsk, a Rússia, que el 2012 tenia vuit habitants. Pertany al districte de Karatuzski.